# عین افقه
عین افقه (به عربی: عين أفقه) یک شهرداری در الجزایر است که در استان جلفه واقع شده‌است.
 عین افقه  ۱۶٬۸۴۲ نفر جمعیت دارد.